# Campionato mondiale maschile di pallacanestro Under-22 1997
Il II campionato mondiale maschile di pallacanestro Under-22 FIBA 1997 (noto anche come World Championship for Men "22 and Under" 1997) si è svolto in Australia dal 1º agosto al 10 agosto 1997.

## Risultati

### Prima fase a gruppi
|  | Ammesse alle semifinali                  |
|  | Ammesse ai confronti per il 9º-12º posto |

#### Gruppo A
| Squadra                | G | V | P | PF  | PS  | P.ti |
| ---------------------- | - | - | - | --- | --- | ---- |
| Argentina under 22     | 5 | 4 | 1 | 405 | 349 | 9    |
| Turchia under 22       | 5 | 4 | 1 | 358 | 288 | 9    |
| Australia under 22     | 5 | 3 | 2 | 364 | 325 | 8    |
| Spagna under 22        | 5 | 3 | 2 | 423 | 338 | 8    |
| Corea del Sud under 22 | 5 | 1 | 4 | 354 | 445 | 6    |
| Egitto under 22        | 5 | 0 | 5 | 284 | 443 | 5    |

#### Gruppo B
| Squadra                | G | V | P | PF  | PS  | P.ti |
| ---------------------- | - | - | - | --- | --- | ---- |
| Porto Rico under 22    | 5 | 5 | 1 | 452 | 339 | 10   |
| Stati Uniti under 22   | 5 | 4 | 1 | 446 | 297 | 9    |
| Jugoslavia under 22    | 5 | 3 | 2 | 410 | 378 | 8    |
| Lituania under 22      | 5 | 2 | 3 | 388 | 357 | 7    |
| Nuova Zelanda under 22 | 5 | 1 | 4 | 296 | 357 | 6    |
| Cina under 22          | 5 | 0 | 5 | 243 | 507 | 5    |

### Fase ad eliminazione diretta

#### Tabellone gare 9º - 12º posto
|  | Playoffs               | Playoffs               | Playoffs        |                 |                        | Nono posto             | Nono posto             | Nono posto       |  |
|  |                        |                        |                 |                 |                        |                        |                        |                  |  |
|  | Cina under 22          | Cina under 22          | 66              |                 |                        |                        |                        |                  |  |
|  | Cina under 22          | Cina under 22          | 66              |                 |                        |                        |                        |                  |  |
|  | Corea del Sud under 22 | Corea del Sud under 22 | 68              |                 |                        |                        |                        |                  |  |
|  | Corea del Sud under 22 | Corea del Sud under 22 | 68              |                 | Corea del Sud under 22 | Corea del Sud under 22 | 78                     |                  |  |
|  |                        |                        |                 |                 | Corea del Sud under 22 | Corea del Sud under 22 | 78                     |                  |  |
|  |                        |                        | Egitto under 22 | Egitto under 22 | 62                     |                        |                        |                  |  |
|  | Egitto under 22        | Egitto under 22        | Egitto under 22 | Egitto under 22 | 62                     | 73                     |                        |                  |  |
|  | Egitto under 22        | Egitto under 22        |                 |                 |                        | 73                     |                        |                  |  |
|  | Nuova Zelanda under 22 | Nuova Zelanda under 22 | 56              |                 |                        | Undicesimo posto       | Undicesimo posto       | Undicesimo posto |  |
|  | Nuova Zelanda under 22 | Nuova Zelanda under 22 | 56              |                 |                        |                        |                        |                  |  |
|  |                        |                        |                 |                 |                        |                        |                        |                  |  |
|  |                        |                        |                 |                 |                        | Cina under 22          | Cina under 22          | 66               |  |
|  |                        |                        |                 |                 |                        | Cina under 22          | Cina under 22          | 66               |  |
|  |                        |                        |                 |                 |                        | Nuova Zelanda under 22 | Nuova Zelanda under 22 | 85               |  |

#### Tabellone gare 5º - 8º posto
|  | Playoffs             | Playoffs             | Playoffs             |                      |                  | Quinto posto      | Quinto posto      | Quinto posto  |  |
|  |                      |                      |                      |                      |                  |                   |                   |               |  |
|  | Spagna under 22      | Spagna under 22      | 68                   |                      |                  |                   |                   |               |  |
|  | Spagna under 22      | Spagna under 22      | 68                   |                      |                  |                   |                   |               |  |
|  | Turchia under 22     | Turchia under 22     | 83                   |                      |                  |                   |                   |               |  |
|  | Turchia under 22     | Turchia under 22     | 83                   |                      | Turchia under 22 | Turchia under 22  | 58                |               |  |
|  |                      |                      |                      |                      | Turchia under 22 | Turchia under 22  | 58                |               |  |
|  |                      |                      | Stati Uniti under 22 | Stati Uniti under 22 | 61               |                   |                   |               |  |
|  | Lituania under 22    | Lituania under 22    | Stati Uniti under 22 | Stati Uniti under 22 | 61               | 66                |                   |               |  |
|  | Lituania under 22    | Lituania under 22    |                      |                      |                  | 66                |                   |               |  |
|  | Stati Uniti under 22 | Stati Uniti under 22 | 71                   |                      |                  | Settimo posto     | Settimo posto     | Settimo posto |  |
|  | Stati Uniti under 22 | Stati Uniti under 22 | 71                   |                      |                  |                   |                   |               |  |
|  |                      |                      |                      |                      |                  |                   |                   |               |  |
|  |                      |                      |                      |                      |                  | Spagna under 22   | Spagna under 22   | 89            |  |
|  |                      |                      |                      |                      |                  | Spagna under 22   | Spagna under 22   | 89            |  |
|  |                      |                      |                      |                      |                  | Lituania under 22 | Lituania under 22 | 72            |  |

#### Tabellone finale
|  | Quarti di finale     | Quarti di finale    |                     |                    | Semifinali                | Semifinali                |  |  | Finale | Finale |
|  |                      |                     |                     |                    |                           |                           |  |  |        |        |
|  |                      |                     |                     |                    |                           |                           |  |  |        |        |
|  |                      |                     |                     |                    |                           |                           |  |  |        |        |
|  | Lituania under 22    | 57                  |                     |                    |                           |                           |  |  |        |        |
|  | Lituania under 22    | 57                  |                     |                    |                           |                           |  |  |        |        |
|  | Argentina under 22   | 74                  |                     |                    |                           |                           |  |  |        |        |
|  | Argentina under 22   | 74                  | Argentina under 22  | 68                 |                           |                           |  |  |        |        |
|  |                      |                     | Argentina under 22  | 68                 |                           |                           |  |  |        |        |
|  |                      | Australia under 22  | 71                  |                    |                           |                           |  |  |        |        |
|  | Australia under 22   | Australia under 22  | 71                  | 81                 |                           |                           |  |  |        |        |
|  | Australia under 22   |                     |                     | 81                 |                           |                           |  |  |        |        |
|  | Stati Uniti under 22 | 63                  |                     |                    |                           |                           |  |  |        |        |
|  | Stati Uniti under 22 | 63                  | Australia under 22  | 88                 |                           |                           |  |  |        |        |
|  |                      |                     | Australia under 22  | 88                 |                           |                           |  |  |        |        |
|  |                      | Porto Rico under 22 | 73                  |                    |                           |                           |  |  |        |        |
|  | Spagna under 22      | Porto Rico under 22 | 73                  | 71                 |                           |                           |  |  |        |        |
|  | Spagna under 22      |                     |                     | 71                 |                           |                           |  |  |        |        |
|  | Porto Rico under 22  | 77                  |                     |                    |                           |                           |  |  |        |        |
|  | Porto Rico under 22  | 77                  | Porto Rico under 22 | 75                 | Finale per il terzo posto | Finale per il terzo posto |  |  |        |        |
|  |                      |                     | Porto Rico under 22 | 75                 | Finale per il terzo posto | Finale per il terzo posto |  |  |        |        |
|  |                      | Jugoslavia under 22 | 70                  |                    |                           |                           |  |  |        |        |
|  | Jugoslavia under 22  | Jugoslavia under 22 | 70                  | 75                 | Jugoslavia under 22       | 84                        |  |  |        |        |
|  | Jugoslavia under 22  |                     |                     | 75                 | Jugoslavia under 22       | 84                        |  |  |        |        |
|  | Turchia under 22     | 58                  |                     | Argentina under 22 | 72                        |                           |  |  |        |        |
|  | Turchia under 22     | 58                  |                     |                    | 72                        |                           |  |  |        |        |
|  |                      |                     |                     |                    |                           |                           |  |  |        |        |
|  |                      |                     |                     |                    |                           |                           |  |  |        |        |

## Classifica finale
| Campione del Mondo | Campione del Mondo | Campione del Mondo |
| --- | ------------------ | --- |
| Australia under 224 Mann, 5 McKinnon, 6 Mackinnon, 7 Nielsen, 8 Pepper, 9 Dwight, 10 McGregor, 11 Drmic, 12 Melmeth, 13 Trahair, 14 Anstey, 15 Doherty, All. - |                    | |
| Argento | Porto Rico         | Porto Rico under 224 D. Santiago, 5 O. Santiago, 6 Travieso, 7 Ortiz, 8 Martínez, 9 Hatton, 10 Padilla, 11 Vázquez, 12 Hourruitiner, 13 Fajardo, 14 Paniagua, 15 Látimer, All. -                    |
| Bronzo | Jugoslavia         | Jugoslavia under 224 Šćepanović, 5 Petrović, 6 Rakočević, 7 Čubrilo, 8 Nađfeji, 9 Stanojević, 10 Basarić, 11 Glintić, 12 Ostojić, 13 Čanak, 15 Lukovski, All. Darko Ruso                            |
| 4. | Argentina          | Argentina under 224 Sánchez, 5 Fernández, 6 Lábaque, 7 Oberto, 8 Victoriano, 9 Masieri, 10 Ginóbili, 11 Gutiérrez, 12 Riofrio, 13 Scola, 14 Palladino, 15 Burgos, All. Julio Lamas                  |
| 5. | Stati Uniti        | Stati Uniti under 224 A. Miller, 5 Brewer, 6 Austin, 7 Jones, 8 Carr, 9 Jacobson, 10 Cardinal, 11 Eschmeyer, 12 Garrity, 13 B. Miller, 14 Patterson, 15 Doleac, All. Rick Majerus                   |
| 6. | Turchia            | Turchia under 224 Abi, 5 Erdoğan, 6 Türkcan, 7 Onan, 8 Okur, 9 Vekiloğlu, 10 Tunçeri, 11 Aydın, 12 Beşok, 13 Yılmaz, 14 Öztas, 15 Türkoğlu, All. Mehmet Koray                                       |
| 7. | Spagna             | Spagna under 224 Hernández, 5 Bernabé, 6 Guillén, 7 García, 8 Sánchez, 9 San Martín, 10 Jiménez, 11 Junyent, 12 Vidaurreta, 13 Garbajosa, 14 de la Fuente, 15 Iturbe, All. -                        |
| 8. | Lituania           | Lituania under 224 Janulis, 5 Jocys, 6 Masiulis, 7 Slanina, 8 Žukauskas, 9 Petraitis, 10 Marčiulionis, 11 Šeštokas, 12 Karlikanovas, 13 Kaukėnas, 14 Aidietis, 15 Jurkūnas, All. Vadimas Rodastevas |
| 9. | Corea del Sud      | Corea del Sud under 224 Sin, 5 Park, 6 Hwang, 7 Jo, 8 Lee, 9 Kim T., 10 Yun, 11 Kang, 12 Gu, 13 Kim S., 14 Choe S., 15 Hyeon, All. Choe Bu-yeong                                                    |
| 10. | Egitto             | Egitto under 224 el-Saeedh, 5 Ahmed, 6 A. Mohamed, 7 Abdel-Wahab, 8 Ibrahim, 9 el-Ghannam, 10 I. Ahmad, 11 Adel Tooma, 12 Hendawy, 13 Said Abdel, 14 el-Kerdany, 15 M. Mohamed, All. -              |
| 11. | Nuova Zelanda      | Nuova Zelanda under 224 Dickel, 5 Newbold, 6 Hawea, 7 Krishna, 8 Lambert, 9 Winitana, 10 Boucher, 11 Cartwright, 12 Rampton, 13 Brock, 14 Tuilave, 15 Manahi, All. -                                |
| 12. | Cina               | Cina under 224 Jin, 5 Yu, 6 Guo, 7 Chen, 8 Zhang, 9 Li N., 10 Cheng, 11 Hu, 12 Ma, 13 Zhu, 14 Li T., 15 Yao, All. -                                                                                 |